# Screaming
Le screaming, dans le domaine musical, est un terme désignant une technique vocale popularisée par des genres dérivés du heavy metal et certains dérivés du punk. L'intensité, la hauteur et les caractéristiques varient selon les chanteurs.

## Genres
Plusieurs genres notables de musiques utilisent ce type de technique vocale.

### Punk rock
Les voix criardes et les hurlements sont utilisés dans le punk rock et le punk hardcore. Le premier genre punk se différencie par des voix accentuées et évite toute technique traditionnelle de chant. Dans le hardcore, les voix sont, entre autres, habituellement criées d'une manière frénétique,.

### Heavy metal
Le screaming a été utilisé dans le genre heavy metal, depuis son émergence, au plus tard des années 1960 (avec des chanteurs tels que Robert Plant, Ian Gillan et Rob Halford qui utilisaient fréquemment cette technique), avant l'explosion commerciale du thrash metal dans les années 1980. Le thrash metal a été influencé par le heavy metal et le punk hardcore, incorporant ainsi des voix criardes et agressives.
Le screaming dans certains dérivés extrêmes du heavy metal doit avoir une consonance gutturale. Le grunt est utilisé dans le death metal. D'autres formes de vocalisations peuvent être retrouvées dans le black metal et dans le deathcore.

### Post-hardcore

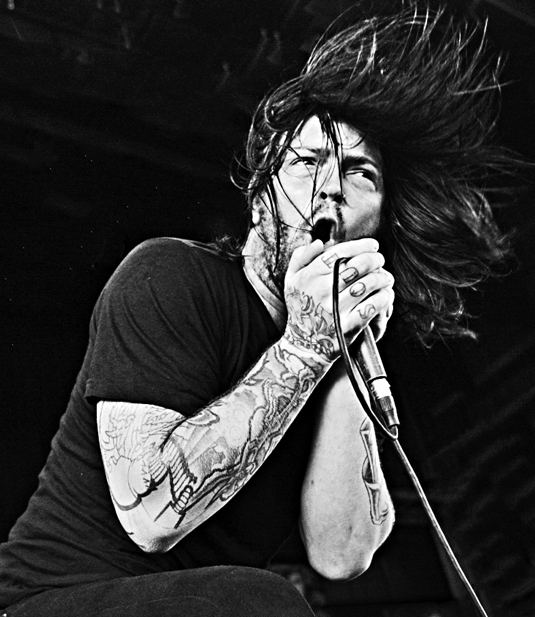
Dennis Lee, chanteur du groupe Alesana.

Le post-hardcore utilise habituellement une tonalité vocale qui évoque l'émotion et la vulnérabilité. Des groupes tels que Silverstein, Sleeping with Sirens et Pierce the Veil utilisent des voix originales et y ajoutent d'autres voix en hauteur. Dans les genres contemporains, les cris sont considérés, par certains, être plus accessibles ; la technique la plus répandue est celle impliquée dans le screamo postcore dont George Pettit de Alexisonfire utilisent notamment cette technique.

## Santé
Certains chanteurs pratiquant le screaming ont eu des problèmes avec leur gorge, leur voix, leurs cordes vocales, et certains souffrent même de migraines lorsque la technique est employée d'une manière incorrecte. Certains chanteurs ont dû arrêter le screaming, devant désormais être assistés par d'autres chanteurs ou ont dû être opérés à la suite de dommages faits aux cordes vocales (par exemple : Jonas Renkse de Katatonia). L'un de ces exemples implique Sonny Moore, ancien membre du groupe From First to Last, qui a dû quitter son rôle de chanteur pour se faire opérer des cordes vocales.